# Kurzbahneuropameisterschaften 2013
| Kurzbahneuropameisterschaften 2013          | Kurzbahneuropameisterschaften 2013          |
| Logo der Kurzbahneuropameisterschaften 2013 | Logo der Kurzbahneuropameisterschaften 2013 |
| ------------------------------------------- | ------------------------------------------- |
| Veranstaltungsort                           | Herning                                     |
| Teilnehmende Nationen                       |                                             |
| Teilnehmende Athleten                       |                                             |
| Entscheidungen                              | 40                                          |
| Eröffnung                                   | 12. Dezember 2013                           |
| Abschluss                                   | 15. Dezember 2013                           |

| Medaillenspiegel | Medaillenspiegel       | Medaillenspiegel | Medaillenspiegel | Medaillenspiegel | Medaillenspiegel |
| Platz            | Land                   | G                | S                | B                | Gesamt           |
| ---------------- | ---------------------- | ---------------- | ---------------- | ---------------- | ---------------- |
| 01               | Russland               | 8                | 4                | 3                | 15               |
| 02               | Ungarn                 | 5                | 3                | 2                | 10               |
| 03               | Dänemark               | 4                | 4                | 1                | 9                |
| 04               | Spanien                | 4                | 0                | 0                | 4                |
| 05               | Litauen                | 3                | 0                | 0                | 3                |
| 06               | Deutschland            | 2                | 5                | 3                | 10               |
| 06               | Schweden               | 2                | 5                | 3                | 10               |
| 08               | Italien                | 2                | 4                | 8                | 14               |
| 09               | Frankreich             | 2                | 4                | 0                | 6                |
| 10               | Niederlande            | 2                | 1                | 3                | 6                |
| 11               | Ukraine                | 2                | 0                | 2                | 4                |
| 12               | Tschechien             | 1                | 3                | 0                | 4                |
| 13               | Polen                  | 1                | 2                | 0                | 3                |
| 14               | Serbien                | 1                | 0                | 1                | 2                |
| 14               | Slowenien              | 1                | 0                | 1                | 2                |
| 16               | Vereinigtes Königreich | 0                | 4                | 5                | 9                |
| 17               | Israel                 | 0                | 1                | 0                | 1                |
| 17               | Färöer                 | 0                | 1                | 0                | 1                |
| 19               | Belarus                | 0                | 0                | 5                | 5                |
| 20               | Portugal               | 0                | 0                | 1                | 1                |
| 20               | Irland                 | 0                | 0                | 1                | 1                |
| 20               | Belgien                | 0                | 0                | 1                | 1                |
| Total            | Total                  | 40               | 40               | 42               | 122              |

Die Kurzbahneuropameisterschaften 2013 im Schwimmen fanden vom 12. bis 15. Dezember 2013 in der Multifunktionshalle Jyske Bank Boxen in Herning (Dänemark) statt und wurden vom europäischen Schwimmverband LEN organisiert.

## Schwimmen Männer

### Freistil

#### 50 m Freistil
Finale am 12. Dezember 2013
| Platz | Land     | Athlet               | Zeit  |
| ----- | -------- | -------------------- | ----- |
| 1     | Russland | Wladimir Morosow     | 20,77 |
| 2     | Italien  | Marco Orsi           | 21,00 |
| 3     | Ukraine  | Andrij Howorow       | 21,17 |
| 4     | Russland | Sergei Fessikow      | 21,20 |
| 5     | Polen    | Konrad Czerniak      | 21,43 |
| 6     | Belgien  | Jasper Aerents       | 21,56 |
| 7     | Finnland | Ari-Pekka Liukkonen  | 21,67 |
| 8     | Italien  | Federico Bocchia     | 21,72 |
| 9     | Ungarn   | Dominik Kozma        | 21,78 |
| 10    | Belgien  | François Heersbrandt | 21,91 |

#### 100 m Freistil
Finale am 14. Dezember 2013
| Platz | Land        | Athlet                | Zeit  |
| ----- | ----------- | --------------------- | ----- |
| 1     | Russland    | Wladimir Morosow      | 45,96 |
| 2     | Russland    | Danila Isotow         | 46,41 |
| 3     | Italien     | Marco Orsi            | 46,49 |
| 4     | Frankreich  | Fabien Gilot          | 46,74 |
| 5     | Italien     | Filippo Magnini       | 47,00 |
| 6     | Belgien     | Emmanuel Vanluchene   | 47,46 |
| 7     | Ungarn      | Dominik Kozma         | 47,51 |
| 8     | Niederlande | Sebastiaan Verschuren | 47,60 |
| 9     | Belgien     | Jasper Aerents        | 47,77 |
| 10    | Polen       | Kacper Majchrzak      | 48,21 |

#### 200 m Freistil
Finale am 15. Dezember 2013
| Platz | Land     | Athlet                   | Zeit    |
| ----- | -------- | ------------------------ | ------- |
| 1     | Russland | Danila Isotow            | 1:41,70 |
| 2     | Russland | Nikita Lobinzew          | 1:42,33 |
| 3     | Ungarn   | Dominik Kozma            | 1:43,34 |
| 3     | Italien  | Filippo Magnini          | 1:43,34 |
| 5     | Serbien  | Velimir Stjepanović      | 1:44,02 |
| 6     | Polen    | Paweł Korzeniowski       | 1:44,50 |
| 7     | Belgien  | Glen Surgeloose          | 1:44,53 |
| 8     | Italien  | Andrea Mitchell D’Arrigo | 1:44,60 |
| 9     | Belgien  | Dieter Dekoninck         | 1:45,15 |
| 10    | Ungarn   | Péter Bernek             | 1:45,36 |

#### 400 m Freistil
Finale am 12. Dezember 2013
| Platz | Land        | Athlet                   | Zeit    |
| ----- | ----------- | ------------------------ | ------- |
| 1     | Russland    | Nikita Lobinzew          | 3:39,47 |
| 2     | Italien     | Andrea Mitchell D’Arrigo | 3:40,54 |
| 3     | Serbien     | Velimir Stjepanović      | 3:40,91 |
| 4     | Dänemark    | Mads Glæsner             | 3:41,38 |
| 5     | Polen       | Paweł Korzeniowski       | 3:41,64 |
| 6     | Polen       | Filip Zaborowski         | 3:42,00 |
| 7     | Deutschland | Tim Wallburger           | 3:42,85 |
| 8     | Serbien     | Stefan Šorak             | 3:43,50 |
| 9     | Spanien     | Marc Sánchez Torrens     | 3:44,45 |
| 10    | Russland    | Michail Polischtschuk    | 3:44,88 |

#### 1500 m Freistil
Finale am  14. Dezember 2013
| Platz | Land        | Athlet               | Zeit     |
| ----- | ----------- | -------------------- | -------- |
| 1     | Ungarn      | Gergely Gyurta       | 14:30,26 |
| 2     | Färöer      | Pál Joensen          | 14:35,99 |
| 3     | Italien     | Gabriele Detti       | 14:36,43 |
| 4     | Ungarn      | Gergő Kis            | 14:37,66 |
| 5     | Ukraine     | Serhij Frolow        | 14.37,95 |
| 6     | Spanien     | Marc Sánchez Torrens | 14.38,19 |
| 7     | Deutschland | Sören Meißner        | 14:46,99 |
| 8     | Italien     | Gregorio Paltrinieri | 14:50,08 |
| 9     | Polen       | Paweł Furtek         | 14:52,97 |
| 10    | Dänemark    | Mads Glæsner         | 14:53,05 |

### Schmetterling

#### 50 m Schmetterling
Finale am  15. Dezember 2013
| Platz | Land        | Athlet               | Zeit  |
| ----- | ----------- | -------------------- | ----- |
| 1     | Ukraine     | Andrij Howorow       | 22,36 |
| 2     | Deutschland | Steffen Deibler      | 22,41 |
| 3     | Belarus     | Jauhen Zurkin        | 22,45 |
| 4     | Russland    | Nikita Konowalow     | 22,56 |
| 5     | Frankreich  | Jérémy Stravius      | 22,60 |
| 6     | Russland    | Jewgeni Korotyschkin | 22,69 |
| 7     | Polen       | Konrad Czerniak      | 23,23 |
| 8     | Belgien     | François Heersbrandt | 23,24 |
| 9     | Belarus     | Pawel Sankowitsch    | 23,40 |
| 10    | Belgien     | Yoris Grandjean      | 23,41 |

#### 100 m Schmetterling
Finale am  13. Dezember 2013
| Platz | Land        | Athlet               | Zeit  |
| ----- | ----------- | -------------------- | ----- |
| 1     | Russland    | Jewgeni Korotyschkin | 49,68 |
| 2     | Frankreich  | Jérémy Stravius      | 50,09 |
| 3     | Deutschland | Steffen Deibler      | 50,23 |
| 4     | Belarus     | Jauhen Zurkin        | 50,49 |
| 5     | Russland    | Nikita Konowalow     | 50,53 |
| 5     | Belarus     | Pawel Sankowitsch    | 50,71 |
| 7     | Italien     | Matteo Rivolta       | 50,90 |
| 8     | Polen       | Michał Poprawa       | 50,93 |
| 9     | Italien     | Piero Codia          | 51,33 |
| 10    | Kroatien    | Mario Todorović      | 51,64 |

#### 200 m Schmetterling
Finale am  14. Dezember 2013
| Platz | Land        | Athlet                | Zeit    |
| ----- | ----------- | --------------------- | ------- |
| 1     | Serbien     | Velimir Stjepanović   | 1:51,27 |
| 2     | Polen       | Paweł Korzeniowski    | 1:51,36 |
| 3     | Russland    | Nikolai Skworzow      | 1:51,62 |
| 4     | Ungarn      | László Cseh           | 1:52,44 |
| 5     | Schweden    | Simon Sjödin          | 1:52,97 |
| 6     | Polen       | Michał Poprawa        | 1:53,74 |
| 7     | Ungarn      | Bence Biczó           | 1:53,83 |
| 8     | Deutschland | Tim Wallburger        | 1:53,84 |
| 9     | Dänemark    | Viktor Bromer         | 1:54,08 |
| 10    | Belgien     | Egon van der Straaten | 1:54,56 |

### Rücken

#### 50 m Rücken
Finale am  13. Dezember 2013
| Platz | Land                   | Athlet               | Zeit  |
| ----- | ---------------------- | -------------------- | ----- |
| 1     | Frankreich             | Jérémy Stravius      | 23,19 |
| 2     | Deutschland            | Christian Diener     | 23,38 |
| 3     | Belarus                | Pawel Sankowitsch    | 23,45 |
| 4     | Italien                | Niccolò Bonacchi     | 23,55 |
| 4     | Italien                | Stefano Pizzamiglio  | 23,55 |
| 6     | Vereinigtes Königreich | Chris Walker-Hebborn | 23,59 |
| 7     | Frankreich             | Camille Lacourt      | 23,61 |
| 8     | Russland               | Andrei Schabassow    | 23,68 |
| 9     | Israel                 | Guy Barnea           | 23,71 |
| 10    | Türkei                 | İskender Başlakov    | 23,91 |

#### 100 m Rücken
Finale am  15. Dezember 2013
| Platz | Land                   | Athlet               | Zeit  |
| ----- | ---------------------- | -------------------- | ----- |
| 1     | Frankreich             | Jérémy Stravius      | 49,74 |
| 2     | Frankreich             | Camille Lacourt      | 50,44 |
| 2     | Vereinigtes Königreich | Chris Walker-Hebborn | 50,44 |
| 3     | Deutschland            | Christian Diener     | 50,96 |
| 4     | Russland               | Andrei Schabassow    | 51,14 |
| 5     | Belarus                | Pawel Sankowitsch    | 51,33 |
| 6     | Estland                | Ralf Tribuntsov      | 51,69 |
| 6     | Italien                | Niccolò Bonacchi     | 51,69 |
| 7     | Israel                 | Guy Barnea           | 51,76 |
| -     | Russland               | Witali Melnikow      | DOP   |

Der zweitplatzierte Russe Witali Melnikow wurde nachträglich des Dopings überführt.

#### 200 m Rücken
Finale am  12. Dezember 2013
| Platz | Land        | Athlet             | Zeit    |
| ----- | ----------- | ------------------ | ------- |
| 1     | Polen       | Radosław Kawęcki   | 1:49,42 |
| 2     | Ungarn      | Péter Bernek       | 1:50,43 |
| 3     | Deutschland | Christian Diener   | 1:51,40 |
| 4     | Israel      | Yakov Toumarkin    | 1:52,22 |
| 5     | Litauen     | Danas Rapšys       | 1:52,53 |
| 6     | Russland    | Nikita Uljanow     | 1:53,13 |
| 7     | Frankreich  | Benjamin Stasiulis | 1:53,57 |
| 8     | Deutschland | Felix Wolf         | 1:53,71 |
| 9     | Italien     | Luca Mencarini     | 1:53,79 |
| 10    | Israel      | David Gamburg      | 1:55,13 |

### Brust

#### 50 m Brust
Finale am  14. Dezember 2013
| Platz | Land       | Athlet                | Zeit  |
| ----- | ---------- | --------------------- | ----- |
| 1     | Slowenien  | Damir Dugonjič        | 26,21 |
| 2     | Frankreich | Giacomo Perez-Dortona | 26,55 |
| 3     | Irland     | Barry Murphy          | 26,56 |
| 4     | Schweden   | Johannes Skagius      | 26,57 |
| 5     | Slowenien  | Peter Stevens         | 26,64 |
| 6     | Serbien    | Čaba Silađi           | 26,69 |
| 7     | Italien    | Francesco Di Lecce    | 26,83 |
| 8     | Schweiz    | Martin Schweizer      | 26,89 |
| 9     | Türkei     | Demir Atasoy          | 26,98 |
| 10    | Italien    | Andrea Toniato        | 26,99 |

#### 100 m Brust
Finale am  13. Dezember 2013
| Platz | Land                   | Athlet                | Zeit  |
| ----- | ---------------------- | --------------------- | ----- |
| 1     | Ungarn                 | Dániel Gyurta         | 57,08 |
| 2     | Deutschland            | Marco Koch            | 57,14 |
| 3     | Slowenien              | Damir Dugonjič        | 57,24 |
| 4     | Slowakei               | Tomáš Klobučník       | 57,75 |
| 5     | Frankreich             | Giacomo Perez-Dortona | 57,83 |
| 6     | Vereinigtes Königreich | Michael Jamieson      | 58,07 |
| 7     | Russland               | Oleg Kostin           | 58,17 |
| 8     | Portugal               | Carlos Almeida        | 58,74 |
| 9     | Italien                | Claudio Fossi         | 58,79 |
| 10    | Litauen                | Giedrius Titenis      | 58,80 |

#### 200 m Brust
Finale am  15. Dezember 2013
| Platz | Land                   | Athlet                   | Zeit    |
| ----- | ---------------------- | ------------------------ | ------- |
| 1     | Ungarn                 | Dániel Gyurta            | 2:00,72 |
| 2     | Vereinigtes Königreich | Michael Jamieson         | 2:01,43 |
| 3     | Deutschland            | Marco Koch               | 2:01,62 |
| 4     | Vereinigtes Königreich | Andrew Willis            | 2:02,99 |
| 5     | Russland               | Wjatscheslaw Sinkewitsch | 2:04,08 |
| 6     | Slowakei               | Tomáš Klobučník          | 2:04,97 |
| 7     | Russland               | Oleg Kostin              | 2:05,97 |
| 8     | Portugal               | Carlos Almeida           | 2:06,98 |
| 9     | Italien                | Claudio Fossi            | 2:07,31 |
| 10    | Ungarn                 | Dávid Verrasztó          | 2:07,53 |

### Lagen

#### 100 m Lagen
Finale am  15. Dezember 2013
| Platz | Land        | Athlet              | Zeit  |
| ----- | ----------- | ------------------- | ----- |
| 1     | Russland    | Wladimir Morosow    | 51,20 |
| 2     | Russland    | Sergei Fessikow     | 52,23 |
| 3     | Italien     | Stefano Pizzamiglio | 52,81 |
| 4     | Belgien     | Emmanuel Vanluchene | 53,14 |
| 5     | Niederlande | Mike Marissen       | 53,24 |
| 6     | Dänemark    | Daniel Skaaning     | 53,38 |
| 7     | Israel      | Gal Nevo            | 53,40 |
| 7     | Estland     | Martti Aljand       | 53,40 |
| 9     | Deutschland | Philip Heintz       | 53,62 |
| 10    | Luxemburg   | Raphaël Stacchiotti | 53,85 |

#### 200 m Lagen
Finale am  12. Dezember 2013
| Platz | Land        | Athlet            | Zeit    |
| ----- | ----------- | ----------------- | ------- |
| 1     | Deutschland | Philip Heintz     | 1:53,98 |
| 2     | Schweden    | Simon Sjödin      | 1:54,28 |
| 3     | Portugal    | Diogo Carvalho    | 1:54,89 |
| 4     | Russland    | Semjon Makowitsch | 1:55,50 |
| 5     | Dänemark    | Viktor Bromer     | 1:55,68 |
| 6     | Israel      | Gal Nevo          | 1:55,91 |
| 7     | Ungarn      | Dávid Verrasztó   | 1:56,12 |
| 8     | Italien     | Federico Turrini  | 1:56,22 |
| 9     | Dänemark    | Daniel Skaaning   | 1:56,65 |
| 10    | Ungarn      | László Cseh       | 1:56,98 |

#### 400 m Lagen
Finale am  13. Dezember 2013
| Platz | Land        | Athlet             | Zeit    |
| ----- | ----------- | ------------------ | ------- |
| 1     | Ungarn      | Dávid Verrasztó    | 4:03,48 |
| 2     | Israel      | Gal Nevo           | 4:03,50 |
| 3     | Italien     | Federico Turrini   | 4:03,94 |
| 4     | Deutschland | Tim Wallburger     | 4:05,24 |
| 5     | Russland    | Semjon Makowitsch  | 4:06,33 |
| 6     | Ukraine     | Maksym Schemberew  | 4:07,56 |
| 7     | Portugal    | Diogo Carvalho     | 4:08,67 |
| 8     | Deutschland | Jacob Heidtmann    | 4:10,64 |
| 9     | Russland    | Alexander Tichonow | 4:10,80 |
| 10    | Dänemark    | Chris Christensen  | DSQ     |

### Staffel

#### Staffel 4 × 50 m Freistil
Finale am  15. Dezember 2013
| Platz | Land       | Athleten                                                                   | Zeit         |
| ----- | ---------- | -------------------------------------------------------------------------- | ------------ |
| 1     | Russland   | - Wladimir Morosow - Sergei Fessikow - Jewgeni Lagunow - Nikita Konowalow  | 1:23,36 (WR) |
| 2     | Italien    | - Luca Dotto - Federico Bocchia - Filippo Magnini - Marco Orsi             | 1:24,37      |
| 3     | Belgien    | - Jasper Aerents - Pieter Timmers - François Heersbrandt - Yoris Grandjean | 1:24,86      |
| 4     | Frankreich |                                                                            | 1:25,96      |
| 5     | Kroatien   |                                                                            | 1:26,64      |
| 6     | Litauen    |                                                                            | 1:27,18      |
| 7     | Finnland   |                                                                            | 1:27,27      |
| 8     | Türkei     |                                                                            | 1:28,03      |
| 9     | Israel     |                                                                            | 1:28,59      |
| 10    | Schweden   |                                                                            | DSQ          |

#### Staffel 4 × 50 m Lagen
Finale am  12. Dezember 2013
| Platz | Land        | Athleten                                                                    | Zeit    |
| ----- | ----------- | --------------------------------------------------------------------------- | ------- |
| 1     | Italien     | - Stefano Pizzamiglio - Francesco Di Lecce - Piero Codia - Marco Orsi       | 1:32,83 |
| 2     | Deutschland | - Christian Diener - Hendrik Feldwehr - Steffen Deibler - Maximilian Oswald | 1:33,06 |
| 3     | Belarus     | - Pavel Sankovich - Yury Klemparski - Yauhen Tsurkin - Artyom Machekin      | 1:34,56 |
| 4     | Litauen     |                                                                             | 1:35,26 |
| 5     | Serbien     |                                                                             | 1:35,58 |
| 6     | Türkei      |                                                                             | 1:35,67 |
| 7     | Tschechien  |                                                                             | 1:35,89 |
| 8     | Schweden    |                                                                             | 1:36,14 |
| -     | Estland     |                                                                             | DSQ     |
| -     | Russland    |                                                                             | DOP     |

Die ursprüngliche russische Siegerstaffel mit Witali Melnikow wurde nachträglich disqualifiziert, da der Russe des Dopings überführt werden konnte. Alle Ergebnisse wurden gestrichen.

## Schwimmen Frauen

### Freistil

#### 50 m Freistil
Finale am  15. Dezember 2013
| Platz | Land                   | Athlet                  | Zeit  |
| ----- | ---------------------- | ----------------------- | ----- |
| 1     | Niederlande            | Ranomi Kromowidjojo     | 23,36 |
| 2     | Schweden               | Sarah Sjöström          | 23,79 |
| 3     | Belarus                | Aljaxandra Herassimenja | 23,83 |
| 4     | Vereinigtes Königreich | Francesca Halsall       | 23,91 |
| 5     | Deutschland            | Dorothea Brandt         | 24,14 |
| 6     | Russland               | Rosalija Nasretdinowa   | 24,15 |
| 7     | Niederlande            | Inge Dekker             | 24,34 |
| 8     | Russland               | Jelisaweta Basarowa     | 24,49 |
| 9     | Dänemark               | Pernille Blume          | 24,52 |
| 10    | Italien                | Erika Ferraioli         | 24,54 |

#### 100 m Freistil
Finale am  13. Dezember 2013
| Platz | Land                   | Athlet                  | Zeit  |
| ----- | ---------------------- | ----------------------- | ----- |
| 1     | Niederlande            | Ranomi Kromowidjojo     | 51,78 |
| 2     | Schweden               | Sarah Sjöström          | 51,99 |
| 3     | Belarus                | Aljaxandra Herassimenja | 52,34 |
| 4     | Dänemark               | Jeanette Ottesen        | 52,46 |
| 5     | Vereinigtes Königreich | Francesca Halsall       | 52,50 |
| 6     | Schweden               | Michelle Coleman        | 52,67 |
| 7     | Russland               | Weronika Popowa         | 52,73 |
| 8     | Niederlande            | Femke Heemskerk         | 52,77 |
| 9     | Dänemark               | Pernille Blume          | 53,37 |
| 10    | Frankreich             | Charlotte Bonnet        | 53,51 |

#### 200 m Freistil
Finale am  15. Dezember 2013
| Platz | Land                   | Athlet                 | Zeit    |
| ----- | ---------------------- | ---------------------- | ------- |
| 1     | Italien                | Federica Pellegrini    | 1:52,80 |
| 2     | Frankreich             | Charlotte Bonnet       | 1:53,26 |
| 3     | Russland               | Weronika Popowa        | 1:53,62 |
| 4     | Niederlande            | Femke Heemskerk        | 1:54,30 |
| 5     | Ungarn                 | Evelyn Verrasztó       | 1:54,37 |
| 6     | Spanien                | Melanie Costa          | 1:54,75 |
| 7     | Dänemark               | Mie Østergaard Nielsen | 1:55,75 |
| 8     | Italien                | Alice Mizzau           | 1:55,96 |
| 9     | Niederlande            | Rieneke Terink         | 1:56,56 |
| 10    | Vereinigtes Königreich | Siobhan-Marie O’Connor | 1:56,69 |

#### 400 m Freistil
Finale am  14. Dezember 2013
| Platz | Land                   | Athlet                | Zeit    |
| ----- | ---------------------- | --------------------- | ------- |
| 1     | Spanien                | Mireia Belmonte       | 3:56,14 |
| 2     | Dänemark               | Lotte Friis           | 3:58,35 |
| 3     | Italien                | Federica Pellegrini   | 3:58,90 |
| 4     | Niederlande            | Sharon van Rouwendaal | 3:59,22 |
| 5     | Frankreich             | Camille Muffat        | 4:00,89 |
| 6     | Spanien                | Melanie Costa         | 4:00,92 |
| 6     | Vereinigtes Königreich | Jazmin Carlin         | 4:00,92 |
| 8     | Vereinigtes Königreich | Hannah Miley          | 4:03,35 |
| 9     | Frankreich             | Coralie Balmy         | 4:05,57 |
| 10    | Deutschland            | Sarah Köhler          | 4:05,93 |

#### 800 m Freistil
Finale am  13. Dezember 2013
| Platz | Land                   | Athlet                | Zeit    |
| ----- | ---------------------- | --------------------- | ------- |
| 1     | Spanien                | Mireia Belmonte       | 8:05,18 |
| 2     | Dänemark               | Lotte Friis           | 8:08,68 |
| 3     | Niederlande            | Sharon van Rouwendaal | 8:14,24 |
| 4     | Vereinigtes Königreich | Jazmin Carlin         | 8:16,91 |
| 5     | Deutschland            | Leonie Beck           | 8:18,78 |
| 6     | Deutschland            | Sarah Köhler          | 8:18,97 |
| 7     | Vereinigtes Königreich | Hannah Miley          | 8:19,87 |
| 8     | Slowenien              | Tjaša Oder            | 8:22,09 |
| 9     | Frankreich             | Coralie Balmy         | 8:22,82 |
| 10    | Italien                | Martina Caramignoli   | 8:24,63 |

### Schmetterling

#### 50 m Schmetterling
Finale am  13. Dezember 2013
| Platz | Land        | Athlet                | Zeit  |
| ----- | ----------- | --------------------- | ----- |
| 1     | Schweden    | Sarah Sjöström        | 24,90 |
| 2     | Dänemark    | Jeanette Ottesen      | 25,03 |
| 3     | Niederlande | Inge Dekker           | 25,29 |
| 4     | Polen       | Aleksandra Urbańczyk  | 25,58 |
| 5     | Italien     | Silvia Di Pietro      | 25,99 |
| 6     | Polen       | Anna Dowgiert         | 26,07 |
| 7     | Russland    | Rosalija Nasretdinowa | 26,22 |
| 8     | Tschechien  | Lucie Svecena         | 26,23 |
| 9     | Norwegen    | Elise Olsen           | 26,24 |
| 10    | Frankreich  | Mélanie Henique       | 26,32 |

#### 100 m Schmetterling
Finale am  15. Dezember 2013
| Platz | Land                   | Athlet            | Zeit  |
| ----- | ---------------------- | ----------------- | ----- |
| 1     | Schweden               | Sarah Sjöström    | 55,78 |
| 2     | Vereinigtes Königreich | Jemma Lowe        | 56,32 |
| 3     | Dänemark               | Jeanette Ottesen  | 56,42 |
| 4     | Niederlande            | Inge Dekker       | 57,14 |
| 5     | Ungarn                 | Katinka Hosszú    | 57,16 |
| 6     | Italien                | Ilaria Bianchi    | 57,19 |
| 7     | Ungarn                 | Liliána Szilágyi  | 57,22 |
| 8     | Schweden               | Louise Hansson    | 57,81 |
| 9     | Deutschland            | Franziska Hentke  | 58,82 |
| 10    | Deutschland            | Daniela Schreiber | 59,42 |

#### 200 m Schmetterling
Finale am  12. Dezember 2013
| Platz | Land                   | Athlet             | Zeit         |
| ----- | ---------------------- | ------------------ | ------------ |
| 1     | Spanien                | Mireia Belmonte    | 2:01,52 (ER) |
| 2     | Deutschland            | Franziska Hentke   | 2:03,47      |
| 3     | Vereinigtes Königreich | Jemma Lowe         | 2:04,51      |
| 4     | Ungarn                 | Katinka Hosszú     | 2:05,39      |
| 5     | Ungarn                 | Liliána Szilágyi   | 2:05,44      |
| 6     | Vereinigtes Königreich | Aimee Willmott     | 2:07,33      |
| 7     | Italien                | Stefania Pirozzi   | 2:07,54      |
| 8     | Schweiz                | Martina van Berkel | 2:08,03      |
| 9     | Schweiz                | Danielle Villars   | 2:08,99      |
| 9     | Polen                  | Klaudia Naziębło   | 2:08,99      |

### Rücken

#### 50 m Rücken
Finale am  14. Dezember 2013
| Platz | Land       | Athlet                 | Zeit  |
| ----- | ---------- | ---------------------- | ----- |
| 1     | Tschechien | Simona Baumrtová       | 26,26 |
| 2     | Polen      | Aleksandra Urbańczyk   | 26,31 |
| 3     | Schweden   | Michelle Coleman       | 26,67 |
| 4     | Dänemark   | Mie Østergaard Nielsen | 26,68 |
| 5     | Italien    | Elena Gemo             | 27,01 |
| 6     | Polen      | Klaudia Naziębło       | 27,15 |
| 7     | Kroatien   | Sanja Jovanović        | 27,18 |
| 8     | Russland   | Darja Ustinowa         | 27,27 |
| 9     | Spanien    | Mercedes Peris         | 27,36 |
| 10    | Ungarn     | Katinka Hosszú         | 27,49 |

#### 100 m Rücken
Finale am  13. Dezember 2013
| Platz | Land        | Athlet                 | Zeit       |
| ----- | ----------- | ---------------------- | ---------- |
| 1     | Dänemark    | Mie Østergaard Nielsen | 55,99 (ER) |
| 2     | Tschechien  | Simona Baumrtová       | 56,28      |
| 3     | Ukraine     | Daryna Sewina          | 56,94      |
| 4     | Russland    | Darja Ustinowa         | 58,11      |
| 5     | Italien     | Elena Gemo             | 58,76      |
| 6     | Deutschland | Jenny Mensing          | 58,99      |
| 7     | Frankreich  | Cloé Crédeville        | 59,04      |
| 8     | Island      | Eygló Gústafsdóttir    | 59,39      |
| 9     | Frankreich  | Mathilde Cini          | 59,45      |
| 10    | Niederlande | Maaike de Waard        | 59,53      |

#### 200 m Rücken
Finale am  15. Dezember 2013
| Platz | Land        | Athlet              | Zeit    |
| ----- | ----------- | ------------------- | ------- |
| 1     | Ukraine     | Daryna Sewina       | 2:02,20 |
| 2     | Tschechien  | Simona Baumrtová    | 2:03,06 |
| 3     | Ungarn      | Katinka Hosszú      | 2:03,81 |
| 4     | Deutschland | Jenny Mensing       | 2:05,91 |
| 5     | Deutschland | Sonnele Öztürk      | 2:06,32 |
| 6     | Russland    | Darja Ustinowa      | 2:06,50 |
| 7     | Island      | Eygló Gústafsdóttir | 2:06,68 |
| 8     | Türkei      | Halime Zülal Zeren  | 2:09,15 |
| 9     | Schweden    | Ida Lindborg        | 2.09,67 |
| 10    | Ukraine     | Irina Glawnik       | 2:10,81 |

### Brust

#### 50 m Brust
Finale am  12. Dezember 2013
| Platz | Land        | Athlet                | Zeit  |
| ----- | ----------- | --------------------- | ----- |
| 1     | Litauen     | Rūta Meilutytė        | 29,10 |
| 2     | Niederlande | Moniek Nijhuis        | 29,79 |
| 3     | Schweden    | Jennie Johansson      | 29,80 |
| 4     | Dänemark    | Rikke Møller Pedersen | 29,87 |
| 5     | Tschechien  | Petra Chocová         | 30,05 |
| 6     | Deutschland | Dorothea Brandt       | 30,27 |
| 7     | Italien     | Lisa Fissneider       | 30,39 |
| 8     | Russland    | Walentina Artemjewa   | 30,54 |
| 9     | Schweden    | Rebecca Ejdervik      | 30,85 |

 Julija Jefimowa hatte ursprünglich Gold gewonnen. Nach einer positiven Dopingprobe wurden jedoch im Mai 2014 alle ihre Ergebnisse ab dem 31. Oktober 2013 annulliert, was im November 2014 bestätigt wurde.

#### 100 m Brust
Finale am  15. Dezember 2013
| Platz | Land                   | Athlet                | Zeit    |
| ----- | ---------------------- | --------------------- | ------- |
| 1     | Litauen                | Rūta Meilutytė        | 1:02,92 |
| 2     | Dänemark               | Rikke Møller Pedersen | 1:04,39 |
| 3     | Schweden               | Jennie Johansson      | 1:05,13 |
| 4     | Niederlande            | Moniek Nijhuis        | 1:05,23 |
| 5     | Italien                | Lisa Fissneider       | 1:05,28 |
| 6     | Vereinigtes Königreich | Sophie Allen          | 1:05,65 |
| 7     | Tschechien             | Petra Chocová         | 1:06,32 |
| 8     | Ukraine                | Hanna Dserkal         | 1:06,49 |
| 9     | Russland               | Walentina Artemjewa   | 1:08,07 |

 Julija Jefimowa hatte ursprünglich Silber gewonnen. Nach einer positiven Dopingprobe wurden jedoch im Mai 2014 alle ihre Ergebnisse ab dem 31. Oktober 2013 annulliert, was im November 2014 bestätigt wurde.

#### 200 m Brust
Finale am  13. Dezember 2013
| Platz | Land                   | Athlet                | Zeit    |
| ----- | ---------------------- | --------------------- | ------- |
| 1     | Dänemark               | Rikke Møller Pedersen | 2:15,21 |
| 2     | Russland               | Witalina Simonowa     | 2:18,88 |
| 3     | Italien                | Giulia De Ascentis    | 2:20,93 |
| 4     | Italien                | Lisa Fissneider       | 2:21,18 |
| 5     | Spanien                | Jessica Vall Montero  | 2:23,21 |
| 6     | Ukraine                | Hanna Dserkal         | 2:23,40 |
| 7     | Vereinigtes Königreich | Sophie Allen          | 2:24,51 |
| 8     | Deutschland            | Vanessa Grimberg      | 2:24,54 |
| 9     | Deutschland            | Caroline Ruhnau       | 2:24,92 |

 Julija Jefimowa hatte ursprünglich in Weltrekordzeit Gold gewonnen. Nach einer positiven Dopingprobe wurden jedoch im Mai 2014 alle ihre Ergebnisse ab dem 31. Oktober 2013 annulliert, was im November 2014 bestätigt wurde.

### Lagen

#### 100 m Lagen
Finale am  14. Dezember 2013
| Platz | Land                   | Athlet                 | Zeit    |
| ----- | ---------------------- | ---------------------- | ------- |
| 1     | Litauen                | Rūta Meilutytė         | 57,68   |
| 2     | Ungarn                 | Katinka Hosszú         | 57,96   |
| 3     | Vereinigtes Königreich | Siobhan-Marie O’Connor | 58,26   |
| 4     | Israel                 | Amit Ivry              | 58,72   |
| 5     | Deutschland            | Theresa Michalak       | 59,08   |
| 6     | Ungarn                 | Evelyn Verrasztó       | 59,63   |
| 7     | Schweden               | Stina Gardell          | 1:00,10 |
| 8     | Slowakei               | Katarína Listopadová   | 1:00,69 |
| 9     | Österreich             | Birgit Koschischek     | 1:00,95 |
| 10    | Tschechien             | Petra Chocová          | 1:01,03 |

#### 200 m Lagen
Finale am  12. Dezember 2013
| Platz | Land                   | Athlet                 | Zeit    |
| ----- | ---------------------- | ---------------------- | ------- |
| 1     | Ungarn                 | Katinka Hosszú         | 2:04,33 |
| 2     | Vereinigtes Königreich | Siobhan-Marie O’Connor | 2:06,73 |
| 3     | Vereinigtes Königreich | Sophie Allen           | 2:06,86 |
| 4     | Spanien                | Mireia Belmonte        | 2:06,87 |
| 5     | Ungarn                 | Evelyn Verrasztó       | 2:08,34 |
| 6     | Schweden               | Stina Gardell          | 2:08,66 |
| 7     | Israel                 | Amit Ivry              | 2.08,75 |
| 8     | Ukraine                | Hanna Dserkal          | 2:08,99 |
| 9     | Deutschland            | Theresa Michalak       | DSQ     |

 Julija Jefimowa hatte ursprünglich Rang 5 belegt. Nach einer positiven Dopingprobe wurden jedoch im Mai 2014 alle ihre Ergebnisse ab dem 31. Oktober 2013 annulliert, was im November 2014 bestätigt wurde.

#### 400 m Lagen
Finale am  15. Dezember 2013
| Platz | Land                   | Athlet               | Zeit    |
| ----- | ---------------------- | -------------------- | ------- |
| 1     | Spanien                | Mireia Belmonte      | 4:21,23 |
| 2     | Ungarn                 | Katinka Hosszú       | 4:24,69 |
| 3     | Vereinigtes Königreich | Aimee Willmott       | 4:25,37 |
| 4     | Vereinigtes Königreich | Hannah Miley         | 4:28,56 |
| 5     | Spanien                | Beatriz Gómez Cortés | 4:31,65 |
| 6     | Schweden               | Stina Gardell        | 4:32,82 |
| 7     | Russland               | Jana Martynowa       | 4:34,01 |
| 8     | Deutschland            | Franziska Hentke     | 4:35,10 |
| 9     | Tschechien             | Barbora Závadová     | 4:37,29 |
| 10    | Finnland               | Tanja Kylliäinen     | 4:41,50 |

### Staffel

#### Staffel 4 × 50 m Freistil
Finale am 12. Dezember 2013
| Platz | Land                   | Athleten                                                                              | Zeit         |
| ----- | ---------------------- | ------------------------------------------------------------------------------------- | ------------ |
| 1     | Dänemark               | - Pernille Blume - Jeanette Ottesen - Kelly Rasmussen - Mie Østergaard Nielsen        | 1:37,04 (WR) |
| 2     | Schweden               | - Michelle Coleman - Sarah Sjöström - Louise Hansson - Magdalena Kuras                | 1:37,08      |
| 3     | Russland               | - Rosalija Nasretdinowa - Weronika Popowa - Jelisaweta Basarowa - Swetlana Knjaginina | 1:37,13      |
| 4     | Italien                |                                                                                       | 1:37,56      |
| 5     | Polen                  |                                                                                       | 1:38,78      |
| 6     | Belarus                |                                                                                       | 1:39,08      |
| 7     | Norwegen               |                                                                                       | 1:40,06      |
| 8     | Ungarn                 |                                                                                       | 1:40,09      |
| 9     | Vereinigtes Königreich |                                                                                       | 1:40,26      |
| 10    | Frankreich             |                                                                                       | DSQ          |

#### Staffel 4 × 50 m Lagen
Finale am  15. Dezember 2013
| Platz | Land                   | Athleten                                                                             | Zeit    |
| ----- | ---------------------- | ------------------------------------------------------------------------------------ | ------- |
| 1     | Dänemark               | - Mie Østergaard Nielsen - Rikke Møller Pedersen - Jeanette Ottesen - Pernille Blume | 1:44,81 |
| 2     | Schweden               | - Michelle Coleman - Jennie Johansson - Sarah Sjöström - Louise Hansson              | 1:46,08 |
| 3     | Vereinigtes Königreich | - Francesca Halsall - Sophie Allen - Jemma Lowe - Siobhan-Marie O’Connor             | 1:46,56 |
| 4     | Tschechien             |                                                                                      | 1:47,18 |
| 5     | Deutschland            |                                                                                      | 1:47,69 |
| 6     | Frankreich             |                                                                                      | 1:48,28 |
| 7     | Finnland               |                                                                                      | 1:49,24 |
| 8     | Slowakei               |                                                                                      | 1:50,08 |
| 9     | Polen                  |                                                                                      | DSQ     |

Die  russische Staffel mit Darja Ustinowa, Julija Jefimowa, Swetlana Tschimrowa und Rosalija Nasretdinowa hatte ursprünglich in Weltrekordzeit Gold gewonnen. Nach einer positiven Dopingprobe von Jefimowa wurden jedoch im Mai 2014 alle ihre Ergebnisse ab dem 31. Oktober 2013 annulliert, was im November 2014 bestätigt wurde.

## Gemischte Staffel

### Staffel 4 × 50 m Freistil
Finale am  14. Dezember 2013
| Platz | Land        | Athleten                                                                       | Zeit         |
| ----- | ----------- | ------------------------------------------------------------------------------ | ------------ |
| 1     | Russland    | - Sergei Fessikow - Wladimir Morosow - Rosalija Nasretdinowa - Weronika Popowa | 1:29,53 (WR) |
| 2     | Italien     | - Luca Dotto - Marco Orsi - Silvia Di Pietro - Erika Ferraioli                 | 1:30,26      |
| 3     | Niederlande | - Inge Dekker - Mike Marissen - Sebastiaan Verschuren - Ranomi Kromowidjojo    | 1:30,62      |
| 4     | Deutschland |                                                                                | 1:30,65      |
| 5     | Frankreich  |                                                                                | 1:31,30      |
| 6     | Dänemark    |                                                                                | 1:31,51      |
| 7     | Finnland    |                                                                                | 1:21,84      |
| 8     | Serbien     |                                                                                | 1:33,62      |
| 9     | Norwegen    |                                                                                | 1:33,84      |
| 10    | Tschechien  |                                                                                | 1:34,56      |

### Staffel 4 × 50 m Lagen
Finale am  13. Dezember 2013
| Platz | Land                   | Athleten                                                                   | Zeit    |
| ----- | ---------------------- | -------------------------------------------------------------------------- | ------- |
| 1     | Deutschland            | - Christian Diener - Caroline Ruhnau - Steffen Deibler - Dorothea Brandt   | 1:39,32 |
| 2     | Tschechien             | - Simona Baumrtová - Petr Bartůněk - Lucie Svecena - Tomáš Plevko          | 1:39,54 |
| 3     | Italien                | - Niccolò Bonacchi - Francesco Di Lecce - Ilaria Bianchi - Erika Ferraioli | 1:39,68 |
| 4     | Vereinigtes Königreich |                                                                            | 1:39,81 |
| 5     | Ungarn                 |                                                                            | 1:39,86 |
| 6     | Frankreich             |                                                                            | 1:39,91 |
| 7     | Ukraine                |                                                                            | 1:40,18 |
| 8     | Belarus                |                                                                            | 1:40,19 |
| 9     | Slowenien              |                                                                            | 1:41,52 |

Die  russische Staffel mit Witali Melnikow, Julija Jefimowa, Swetlana Tschimrowa und Wladimir Morosow  hatte ursprünglich in Weltrekordzeit Gold gewonnen. Nach einer positiven Dopingprobe von Jefimowa wurden jedoch im Mai 2014 alle ihre Ergebnisse ab dem 31. Oktober 2013 annulliert, was im November 2014 bestätigt wurde. Es konnte zudem festgestellt werden, dass auch Melnikow gedopt war.

## Maskottchen
Das offizielle Maskottchen, ein „waschechter, dänischer Wikinger“ mit Schild, tauften die Veranstalter (Herning Kommune, Herning Svømmeklub, Sport Event Denmark und Dansk Svømmeunion) auf den Namen „Harald Bluetooth“ (dänisch Harald Blåtand). Im zuvor von Gorm der Alte neu gegründeten Dänemark nahm der Wikingerkönig Harald Blauzahn um 965 den christlichen Glauben an. Der Jury des Namenswettbewerbs gefiel seine Machtstellung, da er zu seiner Zeit als Gewinner galt, der Dänemark und Norwegen unter sich vereinte und zusammen regierte. Harald Bluetooth hatte seinen ersten offiziellen Auftritt bei den Regionsmeisterschaften der Region Midtjylland am 14. September 2013 in der Herning Svømmehal.